# Green Buffaloes Football Club
El Green Buffaloes FC és un club de futbol de la ciutat de Lusaka, Zàmbia. Juga a l'estadi Independence.

## Palmarès
- Lliga zambiana de futbol:[1]

1973, 1974 (com a Zambia Army (Lusaka))
1975, 1977, 1979, 1981
- Copa zambiana de futbol:[2]

2005
- Copa Challenge zambiana de futbol:[2]

1975, 1977, 1979, 1981, 1985
- Copà Heinrich/Chibuku/Heroes and Unity:[2]

1978, 1986
- Copa Campió de Campions de Zàmbia:[2]

1975, 1979, 1982
- Charity Shield zambiana de futbol:[2]

1974, 1978, 1980
- Copa Barclays:[2]

2015